# Caviinae
Caviinae è la sottofamiglia che comprende tutti i membri viventi della famiglia Caviidae a eccezione dei marà, dei Capibara e dei kerodon. Tale sottofamiglia include tradizionalmente i roditori simili alle cavie. Recenti ricerche suggeriscono che la sottofamiglia sia parafiletica e che i Kerodon sia vicini ai capibara quanto alle cavie.

## Generi e Specie
- - †Allocavia
  - †Palaeocavia
  - †Neocavia
  - †Dolicavia
  - †Macrocavia
  - †Caviops
  - †Pascualia
  - Galea
    - Galea flavidens
    - Galea monasteriensis
    - Galea musteloides
    - Galea spixii

  - Microcavia
    - Microcavia australis
    - Microcavia niata
    - Microcavia shiptoni

  - Cavia
    - Cavia aperea
    - Cavia fulgida
    - Cavia intermedia
    - Cavia magna
    - Cavia porcellus